# Universidad Tecnológica de Nezahualcóyotl
La Universidad Tecnológica de Nezahualcóyotl (UTN) es una institución pública mexicana de investigación y educación en nivel Superior, superior y posgrado; fundada en la Ciudad Nezahualcóyotl en 1991 por el gobierno del Estado de México y el de Ciudad Nezahualcóyotl. La UTN, fue fundada siguiendo los ideales de reconstrucción, desarrollo industrial y económico; buscando así brindar educación profesional.

## Historia

### Antecedentes
En la década de los noventa en el país surgió la demanda de una oferta educativa que permitiera a sus estudiantes desarrollar habilidades con una vocación más práctica que teórica, similar al de Estados Unidos, Canadá, Japón, Inglaterra y Francia. Fue así que en 1991 se crean las primeras Universidades Tecnológicas de Aguascalientes, Tula-Tepeji y Nezahualcóyotl, fundadoras del Subsistema de Universidades Tecnológicas.
La Universidad Tecnológica de Nezahualcóyotl (UTN), fue edificada en los predios donde se encontraba el Club Deportivo Familiar de Ciudad Nezahualcóyotl y el Estadio Neza 86, inmueble que a la fecha forma parte de las instalaciones deportivas universitarias.
Gracias a su ubicación geográfica, la UTN desde su creación el 9 de septiembre de 1991, satisface al crecimiento industrial empresarial existente en la zona, así como la necesidad de estudios superiores acordes con la realidad empresarial de jóvenes provenientes de Nezahualcóyotl y de los municipios aledaños como Chalco, Chimalhuacán, Ixtapaluca, Los Reyes La Paz, Texcoco, Valle de Chalco y las delegaciones de Iztapalapa, Iztacalco, Venustiano Carranza y Gustavo A. Madero, entre otras.
Al inicio de sus funciones, esta Universidad ofertó las carreras de Procesos de Producción, Informática y Computación, Administración de Empresas y Comercialización. Posteriormente en 1995 se impartió la carrera de Tecnología Ambiental y un año después Telemática. A partir de septiembre de 2009 se imparten cuatro Ingenierías en: Negocios y Gestión Empresarial, Tecnologías de la Producción, Tecnología Ambiental y Tecnologías de la Información y Comunicación y en septiembre de 2013 se oferta la Ingeniería en Mecatrónica.	 	
En la actualidad, la UTN ofrece 13 carreras mediante un modelo diferente a las universidades tradicionales, ya que desde el comienzo el alumno tiene contacto con el sector productivo mediante una formación teórico-práctica que le permite de manera progresiva, conocer el ámbito laboral y al concluir, le facilita insertarse al ejercicio profesional, con la opción de una doble titulación ya que en dos años obtiene el Título de Técnico Superior Universitario; posteriormente en un año 8 meses más, puede continuar sus estudios y concluir una Ingeniería.
Actualmente la infraestructura que alberga el área académica de la Universidad Tecnológica de Nezahualcóyotl, está conformada por 7 edificios académicos, integrados por 123 aulas, 31 laboratorios de cómputo y 2 talleres internos, 3 audiovisuales y 13 salas de profesores, además de 6 laboratorios especializados.
Adicionalmente, se cuenta con instalaciones modernas para brindar los servicios de cafetería, servicios médicos, auditorio principal con capacidad para 250 personas e instalaciones deportivas para complementar la formación física y mental de nuestra comunidad universitaria, tales como: una alberca semiolímpica, gimnasio de usos múltiples techado, gimnasio de pesas, área de tae kwon do, danza folklórica, pista de atletismo, canchas de fútbol soccer y frontón, además del Estadio de la Universidad Tecnológica (Antes Neza 86), el cual fue sede de los partidos que se llevaron a cabo durante el Mundial de Fútbol México 86, y que hoy día forma parte de nuestro patrimonio universitario y en donde se realizan encuentros universitarios para enaltecer el deporte juvenil y actividades de formación integral para el alumnado.

### Creación de la Universidad Tecnológica de Nezahualcóyotl
En la década de los noventa en el país surgió la demanda de una oferta educativa que permitiera a sus estudiantes desarrollar habilidades con una vocación más práctica que teórica, similar al de Estados Unidos, Canadá, Japón, Inglaterra y Francia. Fue así que en 1991 se crean las primeras Universidades Tecnológicas de Aguascalientes, Tula-Tepeji y Nezahualcóyotl, fundadoras del Subsistema de Universidades Tecnológicas.
La Universidad Tecnológica de Nezahualcóyotl (UTN), fue edificada en los predios donde se encontraba el Club Deportivo Familiar de Ciudad Nezahualcóyotl y el Estadio Neza 86, inmueble que a la fecha forma parte de las instalaciones deportivas universitarias.
Gracias a su ubicación geográfica, la UTN desde su creación el 9 de septiembre de 1991, satisface al crecimiento industrial empresarial existente en la zona, así como la necesidad de estudios superiores acordes con la realidad empresarial de jóvenes provenientes de Nezahualcóyotl y de los municipios aledaños como Chalco, Chimalhuacán, Ixtapaluca, Los Reyes La Paz, Texcoco, Valle de Chalco y las delegaciones de Iztapalapa, Iztacalco, Venustiano Carranza y Gustavo A. Madero, entre otras.

## Oferta académica
En este apartado podrás encontrar información sobre el modelo y oferta educativa de la Universidad Tecnológica de Nezahualcóyotl (UTN), que actualmente imparte nueve carreras de Técnico Superior Universitario y cinco Ingenierías y tres maestrías. Si estas interesado en ingresar a esta Casa de Estudios, te orientamos acerca de nuestro proceso de selección, cuotas escolares y otros servicios, fecha de publicación de la convocatoria de ingreso, entre otros.
Además la UTN ofrece a padres de familia información acerca de algunos casos de alumnos y alumnas que han destacado recientemente en diversas actividades académicas al interior y exterior de la Institución, asimismo se suma a los esfuerzos para abatir la inseguridad en la zona y ofrecer a los padres de familia talleres y actividades académicas que incluyan conferencias, así como eventos culturales y deportivos, contemplados como parte de las acciones del Comité de Seguridad Inter-escolar, Órgano que se reúne periódicamente para formular actividades y acciones que fortalezcan la seguridad del alumnado, el cual está conformado por las instituciones educativas que integran el corredor escolar que comprende las avenidas Lázaro Cárdenas, Amanecer Ranchero, Circuito Universidad Tecnológica y calle Corrido del Norte, de la colonia Benito Juárez de este municipio.
http://www.utn.edu.mx/oferta_educativa/index.html

## Símbolos e identidad
Tres símbolos nos identifican como integrantes de la comunidad de esta universidad, es decir el escudo, la magna escultura “Nezahualcóyotl”, ubicada en la entrada principal y la escultura “El árbol del conocimiento” en conmemoración del XX Aniversario del Subsistema de Universidades Tecnológicas.

### Logo UTN
Logo UTN
Aunque tal vez hayas visto el multicolor y redondo logo de la UTN, bien valdría que conocieras que está constituido por cuatro secciones:
La primera, un campo circular blanco que representa un globo terráqueo cruzado por las siglas del Subsistema de Universidades Tecnológicas (UT) lo que en su conjunto significa que los conocimientos, habilidades y destrezas adquiridos son aplicables a cualquier parte del planeta.
La segunda sección consiste en el nombre completo de la Universidad, plasmada alrededor del globo terráqueo que representa el desarrollo tecnológico que se suscita constantemente y reitera que el nivel de esta Institución se encuentra a la altura de cualquier otra en el mundo.
La tercera parte simboliza el escudo del Rey Poeta Acolmiztli Nezahualcóyotl, que hace referencia a los elementos naturales: agua, aire, fuego y tierra; de importancia fundamental en las culturas prehispánicas.
Y por último la cuarta sección se conforma por la frase “Excelencia Académica”, que reafirma el compromiso que tiene la UTN de impartir una educación de calidad a los jóvenes de la zona oriente del Estado de México. También aparece el nombre “Estado de México”, entidad federativa en la que se inserta nuestra institución y con la cual refrendamos nuestro compromiso para la educación, el desarrollo social y la vinculación empresarial.

### Escultura
Escultura Monumental
Otro símbolo principal de esta casa de estudios es la escultura de 18 metros de altura y de 70 toneladas llamada “Nezahualcóyotl”, creada por el escultor Manuel Felguérez en 1991 y que ostenta con orgullo los colores del escudo de esta casa de estudios.
La monumental torre metálica representa el avance de la tecnología, la razón de ser de los estudiantes y de los egresados en esta universidad que en todo momento buscan estar a la par de la innovación y la vanguardia.
La forma de la escultura nos permite apreciar desde distintos ángulos una “N” estilizada que constituye la inicial que da nombre a la misma, además el cuerpo de la estructura metálica conjuga diversas figuras geométricas y la punta representa una flecha lanzada hacia el cielo, la razón de ser del avance tecnológico hacia lo alto o hacia el futuro que es abierto e infinito.
El escudo y las esculturas nos identifican como una institución de educación superior que no sólo ofrece calidad educativa, sino que fomenta en quienes formamos parte de ella una identidad de innovación, avance hacia el futuro y el orgullo de pertenecer a un organismo que cumple con las expectativas de la entidad de mantener a egresados con inmejorable nivel de éxito profesional.

### El Árbol del Conocimiento
Escultura “El árbol del conocimiento”
Con la finalidad de conmemorar los veinte años de fundación del Subsistema de Universidades Tecnológicas, así como cultivar y fomentar el conocimiento, el artista plástico Enrique Carbajal, más conocido como "Sebastián", creó la escultura “El árbol del conocimiento”, la cual fue recibida y colocada en la Universidad Tecnológica de Nezahualcóyotl por ser pionera de este Subsistema.

## Deportes

### Instalaciones deportivas
El Estadio Universidad Tecnológica de Nezahualcóyotl es un estadio de fútbol, situado en Ciudad Nezahualcóyotl, en el Estado de México en México.
Fue inaugurado en 1981 como Estadio "José López Portillo", al interior de la Universidad Tecnológica de Nezahualcóyotl. Fue renombrado como "Neza 86" en el marco de la Copa Mundial de Fútbol de 1986. A dicha sede acudieron a presenciar los partidos de la justa el cantante Rod Stewart (Escocia - Uruguay) el 13 de junio, y Diego Armando Maradona para el Dinamarca - Uruguay.1 Durante el partido de Escocia contra Uruguay, el árbitro Joël Quiniou, sacó la tarjeta roja más rápida en un mundial, pasados 56 segundos del encuentro. Expulsó a José Batista tras una entrada contra Gordon Strachan.2
Fue la sede de los equipos del fútbol profesional Coyotes Neza, Osos Grises y Toros Neza. A partir del 2002, fue remodelado y acondicionado para ser temporalmente la casa de los Potros del Atlante.
En el año 2007 fue testigo del partido de la final de fútbol americano de la liga ONEFA Conferencia Nacional, entre Burros Blancos del IPN vs. Pumas Acatlán de la UNAM, ganando 34 a 19 el equipo del politécnico.
Para el 2009 fue utilizado por el equipo Atlante UTN de la Liga de Ascenso -antes Primera A-, que años atrás se le conocía como Atlante Neza y Potros Chetumal.
El 11 de diciembre de 2010 se dio a conocer de manera oficial que la filial de Monarcas Morelia "el Mérida FC" se trasladaba a Ciudad Neza, Su nuevo mote fue Club Neza, que en su primera temporada llega a semifinales de la Liga de Ascenso teniendo buenas entradas en este inmueble.
Debido al suelo en el que se encuentra asentado, el estadio sufrió hundimientos en las gradas ubicadas al sur.3 En el 2013, el gobernador del estado de México, Eruviel Ávila Villegas, confirmó que el estadio sería remodelado mediante una inversión de 100 millones de pesos.

## Futbol

### Toros Neza
El Toros Neza, anteriormente conocido como Neza FC o Neza UTN, es un equipo de fútbol mexicano de la Ciudad Nezahualcóyotl que juega actualmente en la Liga Premier de Ascenso de la Segunda División de México. Anteriormente jugó entre 1993-2000 como Toros Neza, 2011 como Club Neza, 2011-2013 como Neza FC Y 2014 como Toros UTN Neza

### Teca UTN
El Teca Universidad Tecnológica de Neza o sólo Teca UTN (Antes Club Proyecto Tecamachalco, conocido como Tecamachalco) y es un club de fútbol de México, con sede en Nezahualcóyotl, Estado de México. Fue fundado en el año 2000 y refundado en 2014 como los Tecas del Neza y actualmente milita en la Segunda División de México, dentro de la Liga Premier. Disputa sus partidos de local en el Estadio Universidad Tecnológica de Nezahualcóyotl o Neza 86. A lo largo de su historia el club cuenta con 3 subcampeonatos de Segunda División, y 1 campeonato y 3 subcampeonatos de Tercera División, siendo uno de los más dominadores de divisiones inferiores.